# Pietro Tacchi Venturi
Pietro Tacchi Venturi (San Severino Marche, 18 marzo 1861 – Roma, 19 marzo 1956) è stato un presbitero e storico italiano, gesuita, che ebbe un ruolo importante nei rapporti tra Stato e Chiesa durante il periodo fascista.

## Biografia
Era il sesto degli otto figli di Antonio Tacchi Venturi, avvocato rotale, e di Orsola Cerelli, era zio del pittore Giuseppe Capogrossi, figlio della sorella Beatrice.

### Formazione e  studi (1861-1922)
Dopo aver terminato gli studi al Liceo Sant'Apollinare di Roma, dove suoi insegnanti furono Felice Cavagnis e Giuseppe Tomassetti, entrò nella Compagnia di Gesù il 12 novembre 1878, cominciando il suo noviziato in Francia a Cossé-le-Vivien. Dal 1883 al 1886 tornò a Roma per studiare filosofia alla Pontificia Università Gregoriana. In questi anni scrisse la biografia del suo maestro dei novizi, padre Camillo Mearini. Nel 1887 si iscrisse alla Sapienza, dove si laureò in lettere nel 1891. Il 28 luglio 1892 fu ordinato presbitero. Si guadagnò una reputazione come studioso di storia e di letteratura: i suoi articoli apparvero sulla "Civiltà Cattolica". Fu studioso di Giovanni Ciriote Geometra. Venturi fu ammesso alla Pontificia accademia romana di archeologia e ad altre istituzioni accademiche.
La sua opera principale fu una storia della Compagnia di Gesù in Italia, che redasse per incarico del generale Luis Martín: il primo volume sul periodo ignaziano apparve nel 1910. Era stato preceduto da un saggio sullo Stato della religione in Italia nel XVI secolo. L'accoglienza delle opere storiche fu buona, soprattutto perché Tacchi Venturi adotta il metodo della critica storica e si tiene lontano dall'apologetica. Altro importante lavoro di Tacchi Venturi fu la pubblicazione di scritti inediti di Matteo Ricci, il missionario gesuita in Cina: le "Opere storiche del P. Matteo Ricci, S.J." furono stampate in due volumi nel 1911 e nel 1913 e contengono l'epistolario di Ricci e i suoi "Commentari della Cina", fino ad allora pubblicato solo nella versione latina di Nicolas Trigault ("De Christiana expeditione apud Sinas"). Tuttavia, poiché Tacchi Venturi non conosceva il cinese fu necessario che padre Pasquale d'Elia, una trentina d'anni dopo, pubblicasse un'altra edizione dei manoscritti di Matteo Ricci con annotazioni migliorate ("Fonti Ricciane").
Tacchi Venturi fu segretario generale della Compagnia di Gesù dal 1914 al 1921: scelto dal generale Franz Xaver Wernz negli ultimi mesi del suo governo, sarà un prezioso collaboratore del suo successore Włodzimierz Ledóchowski, eletto generale nel gennaio del 1915.

### Rapporto tra Pio XI e Mussolini (1922-1939)

#### Donazione della Biblioteca chigiana (1922)

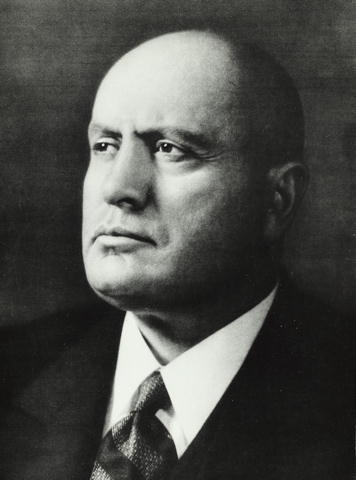
Tacchi Venturi divenne amico di Mussolini, prima che salisse al potere.

Benito Mussolini aveva stima e fiducia di Tacchi Venturi, che conosceva dal 1922. La loro amicizia aveva avuto origine prima che Mussolini salisse al potere. Per questa ragione divenne "lo strumento normale per i messaggi fra il papa e Mussolini". Questi rapporti con Mussolini furono ufficializzati quando papa Pio XI scelse padre Tacchi Venturi per negoziare l'acquisto dell'antica biblioteca di Palazzo Chigi dal governo fascista. Tacchi Venturi convinse Mussolini a donare l'antica collezione di libri di argomento religioso al Vaticano. I tentativi vaticani di acquisire la biblioteca si erano susseguiti sin dal pontificato di papa Benedetto XV, che non disponeva dei fondi necessari.
La donazione di Mussolini diede l'avvio al processo di riconciliazione fra l'Italia e la Santa Sede, che era stato problematico dopo la conquista di Roma del 1870, che aveva privato il Papa del suo Stato. Insieme con il conte Galeazzo Ciano, genero di Mussolini, Venturi agì come intermediario non ufficiale, ma non di meno autorevole "fra Palazzo Venezia e il Vaticano". Tacchi Venturi è stato additato anche confessore privato di Mussolini e consigliere del Duce su questioni ecclesiastiche., tuttavia non ricoprì mai questi ruoli. Le sue opinioni politiche possono essere considerate come una sorta di clericofascismo.

#### Patti Lateranensi (1927-1929)
Tacchi Venturi fu un negoziatore dei Patti Lateranensi (1929), che posero fine alla "Questione romana" e riconobbero la sovranità della Santa Sede e diedero origine allo Stato della Città del Vaticano. Nel maggio del 1928, già noto internazionalmente per il suo ruolo di negoziatore, Tacchi Venturi sopravvisse a un attentato con un tagliacarte da parte di un certo "Signor De Angelis", che gli causò una ferita al collo . Due anni dopo fu ucciso un altro sacerdote somigliante a Tacchi Venturi.
Il New York Times descrisse Tacchi Venturi come il "principale negoziatore, che rimane nell'ombra ed è quasi sconosciuto". Mettendo in luce la volontà di riservatezza di Pio XI e di Mussolini sulle trattative, il Times prosegue a descrivere Tacchi Venturi come "una persona tranquilla che potrebbe dire molte cose", ma si rifiutava di riconoscere che fosse qualcosa di più del "messaggero personale di Mussolini presso il Vaticano". Nominalmente, Francesco Pacelli (il fratello di Eugenio Pacelli, il futuro papa Pio XII) fu designato negoziatore principale e Tacchi Venturi era il suo intermediario con Mussolini nelle fasi finali del negoziato (dopo la morte del Consigliere di Stato Domenico Barone). Gli altri negoziatori erano Francesco Borgongini Duca, Segretario per gli Affari Straordinari, e il professor Gianinni Barone, fratello di Domenico; tuttavia, Tacchi Venturi stesso fu all'origine delle trattative.
Tacchi Venturi fu insignito dell'Ordine dei Santi Maurizio e Lazzaro nel 1932, in riconoscimento del suo ruolo di negoziatore dei Patti. Francesco Borgongini Duca, nunzio apostolico in Italia dal 1929 al 1953, succedette a Venturi come intermediario ufficiale fra Pio XII e Mussolini, ma Venturi non perse la sua influenza.

#### Azione Cattolica (1931)
Nel 1931, Tacchi Venturi negoziò la fine della disputa fra Pio XI e Mussolini riguardo all'Azione Cattolica. Tacchi Venturi ebbe per questo motivo venti udienze con Pio XI, tra cui un'inconsueta udienza di un'ora con il Papa durante le sue vacanze estive, seguita da un colloquio con il Cardinale Segretario di Stato Pacelli e tredici udienze da Mussolini. Il Vaticano dichiarò che Tacchi Venturi stesse solo "tastando il terreno per una trattativa ufficiale". Don Luigi Sturzo, il fondatore del Partito Popolare Italiano, attribuì a Venturi la fine della disputa.
Mussolini permise la riapertura di 15 000 circoli di Azione Cattolica, ma impose il loro inquadramento all'interno dell'Opera Nazionale Balilla. I termini dell'accordo consentivano alla Chiesa di avere un ruolo nell'"educazione della gioventù fascista" e limitavano l'associazione cattolica al livello diocesano, privandola dei vertici nazionali, mentre i sacerdoti assistenti dovevano anche fungere da cappellani dei Balilla. Lo stesso Tacchi Venturi fu presente all'incontro finale tra papa Pio XI e Mussolini, che fu la sola udienza che papa Pio XI concesse a Mussolini (11 febbraio 1932).

#### Guerra in Etiopia e altri interventi
Durante la Guerra d'Etiopia (1935-1936), Tacchi Venturi, come inviato del Papa, incontrò quattro volte il Duce per ottenere una soluzione pacifica del conflitto. Intervenne presso Mussolini anche per sollecitudini minori del Papa: in occasione del razionamento dei generi alimentari, per la moralità degli spettacoli pubblici, per il miglioramento del regime carcerario dei detenuti antifascisti, fra cui Alcide De Gasperi, che dopo la scarcerazione nel 1929, fu impiegato in Vaticano come bibliotecario.
Per la sua abilità diplomatica e i suoi servizi, papa Pio XI pensò di creare cardinale il padre Tacchi Venturi, apprezzandone i meriti, tuttavia desistette forse per non urtare l'Inghilterra, a cui la promozione poteva sembrare un'approvazione indiretta della Guerra d'Etiopia o per indicazione del generale Włodzimierz Ledóchowski, che avrebbe preferito la nomina del suo collaboratore padre Pietro Boetto, o ancora perché padre Tacchi Venturi poteva disimpegnare più agevolmente i suoi incarichi riservati come semplice sacerdote.

#### Leggi razziali (1938)
Tacchi Venturi fu tenuto al corrente da Mussolini dei preparativi per le leggi razziali fasciste ed espresse riserve sull'effetto delle leggi sui cattolici, sia per i matrimoni misti sia per gli ebrei convertiti al Cattolicesimo. In particolare, Tacchi Venturi cercò di evitare il divieto di matrimoni fra "ariani" e "non ariani". Dopo che i suoi tentativi di mitigare le leggi razziali ebbero scarso frutto, padre Tacchi Venturi intervenne presso Mussolini per richiedere esenzioni per singoli casi, tanto di ebrei convertiti al cristianesimo quanto di ebrei che professavano il giudaismo.

### Pontificato di Pio XII (1939-1956)
Dopo l'elezione di Pio XII nel conclave del 1939, fu annunciato che don Francesco Tomasetti, procuratore generale dei Salesiani, avrebbe sostituito Tacchi Venturi come messaggero non ufficiale fra il Papa e Mussolini dopo "una lotta di un altro tipo, meno aperta, ma con gli stessi elementi che aveva la scelta del nuovo Segretario di Stato". Tacchi Venturi rimase il rappresentante ufficiale presso la Direzione della Polizia e il Consiglio superiore sulla demografia e la razza. In qualche occasione, Tacchi Venturi si servì della sua influenza per agevolare ebrei convertiti al Cattolicesimo. Michael Phayer documenta un episodio, in cui Tacchi Venturi intervenne per intercedere per i convertiti croati.
Alla vigilia della Seconda guerra mondiale, Tacchi Venturi convinse Mussolini ad approvare il piano di Pio XII di una mediazione tra le Cinque Potenze (Germania e Italia da una parte e Regno Unito, Francia e Polonia dall'altra). Attraverso Tacchi Venturi che continuava a essere "molto importante" per Pio XII visto il suo ascendente su Mussolini, Pio XII comunicò al governo italiano la sua disapprovazione per l'alleanza di francesi e inglesi con l'Unione sovietica, con il cui governo la Santa Sede non intratteneva relazioni diplomatiche, ma ciò nonostante Pio XII inviò Tacchi Venturi a Bruxelles come mediatore dell'alleanza. Tacchi Venturi giocò un ruolo di primo piano nei negoziati, sebbene poi terminassero con un nulla di fatto.

#### Abrogazione delle leggi razziali (1943)
Nell'agosto del 1943, quando il maresciallo Pietro Badoglio stava meditando l'abrogazione completa delle leggi razziali, Tacchi Venturi incontrò  il ministro dell'Interno Umberto Ricci e secondo Goldhagen avrebbe richiesto che si abolissero solo i provvedimenti che colpivano gli ebrei convertiti al Cattolicesimo. Tacchi Venturi riferì al Cardinale Segretario di Stato Luigi Maglione.: "Nel trattare la cosa con Sua Eccellenza il Ministro dell'Interno mi limitai come dovevo ai soli tre punti precisati nel Venerato foglio di Vostra Eminenza del 18 agosto [...], guardandomi bene di pure accennare alla totale abrogazione della legge, la quale secondo i principii e le tradizioni della Chiesa cattolica ha bensì disposizioni che vanno abrogate, ma ne contiene pure altre meritevoli di conferma."
Le leggi razziali furono abrogate il 20 gennaio 1944.

#### Razzia di Roma (1943)
Dopo la razzia di Roma, ossia la deportazione degli ebrei romani, secondo Goldhagen Tacchi Venturi avrebbe raccomandato alla Segreteria di Stato una "protesta simbolica e quindi di facciata per il destino degli ebrei di Roma".

### Morte
Dopo la morte di Mussolini, Pietro Tacchi Venturi, ormai ottantaquattrenne, non ebbe più ruoli di rilievo e si dedicò nuovamente all'attività di storico. Morì all'età di 95 anni.

## Opere
- Memorie biografiche del P. Camillo Mearini d.C.d.G., Città di Castello, 1886.
- Stato della religione in Italia alla metà del secolo XVI, Roma, 1908.
- Storia della Compagnia di Gesù in Italia (4 vol.), Roma, 1910-1951.
- Opere storiche del P. Matteo Ricci, S.I., vol. 1: Commentari della Cina; vol. 2: Lettere dalla Cina, Macerata, 1911-1913.
- Il beato Roberto Bellarmino. Esame delle nuove accuse contro la sua santità, Roma, 1923.
- La casa di S. Ignazio di Loyola in Roma, Roma, 1923.
- Storia delle religioni (curatore) (2 vol.), Torino, 1934-1936.
- I santi, i sacerdoti, i missionari italiani in Europa nel medioevo [con P. Pecchiai], Roma, 1951.

### In lingua italiana
- G. Castellani, Notizie biografiche del P. Pietro Tacchi Venturi S.I., Roma, 1958.
- A. Giannini, Padre Tacchi in funzione diplomatica, in Doctor Communis, vol. 9 (1956), pp. 227-236.
- F. Margiotta Broglio, Italia e Santa Sede dalla grande guerra alla Conciliazione. Aspetti politici e giuridici, Bari, 1966.
- Giacomo Martina, La mancata nomina cardinalizia del p. Pietro Tacchi Venturi, in Archivum historicum Societatis Iesu, vol. LXV, 1996, pp. 101-109
- A. Martini, Studi sulla Questione Romana e la Conciliazione, Roma, 1963.
- A. Riccardi, Roma "città sacra"? Dalla Conciliazione all'operazione Sturzo, Milano, 1979.
- Mario Scaduto, Il P. Pietro Tacchi Venturi, 1861-1956, in Civiltà Cattolica, vol. 107 (II 1956), pp. 47-57.

### In lingua inglese
- Pierre Blet, Lawrence J. Johnson, Pius XII and the Second World War: According to the Archives of the Vatican, Paulist Press, 1999 ISBN 0-8091-0503-9.
- Owen Chadwick, Britain and the Vatican During the Second World War, Cambridge University Press, 1988
- Daniel Jonah Goldhagen, A Moral Reckoning, Alfred A. Knopf, 2002 ISBN 0-375-41434-7 (trad. it. Una questione morale, Mondadori, 2003)
- John Morley, Vatican diplomacy and the Jews during the Holocaust, 1939-1943, New York: KTAV Pub. House, 1980 ISBN 0-87068-701-8.
- Michael Phayer, The Catholic Church and the Holocaust, 1930–1965, Indianapolis: Indiana University Press, 2000 ISBN 0-253-33725-9.
- Richard A. Webster, The cross and the fasces: Christian democracy and fascism in Italy, 1960
- Susan Zuccotti, Under His Very Windows: The Vatican and the Holocaust in Italy, New Haven and London: Yale University Press, 2000 ISBN 0-300-08487-0
- David I. Kertzer, The Pope and Mussolini: The Secret History of Pius XI and the Rise of Fascism in Europe, Oxford University Press, 2014